# Пік Єсеніна
Пік Єсеніна (Безіменний 4310)  (груз. ესენინის პიკი) — одна з вершин Безенгійської стіни головного Кавказького хребта. Названа іменем поета в 1995 р. на честь 100-річчя з дня народження Єсеніна.
В описі маршрутів часто згадується як пік Безіменний 4310.